# 地球異世界
《地球異世界》（英語：Defiance，又譯《抗爭》或《抗爭之城》）是一部美国的科幻西部电视剧，由羅克尼·S·歐班農、凱文·墨菲和邁克爾·泰勒开发。本剧是Syfy近年来野心最大的一部剧集，Syfy同时还开发了一款同名大型多人線上遊戲《地球異世界》。
第一季及第二季分別於2013年及2014年播出，2014年9月25日續訂第三季共13集，於2015年6月12日首播。2015年10月16日，Syfy在結束第三季後以財政理由取消本劇。然而，該線上遊戲仍然會維持運作，直到2021年4月所有伺服器和社區論壇被關閉為止。2016年3月1日，Trion Worlds宣佈一個該線上遊戲的重大更新，宣傳為本劇的第四季。

## 劇情簡介
故事發生在近未來時代，當沃坦星毀滅之後，由七個種族組成的沃坦人（Votan）來到地球尋求幫助，希望能在這裏安家。地球政府與沃坦人展開了大約六年的談判，最終拒絕了他們的要求。沃坦人不願離去，戰爭隨即爆發。地球人的炮火擊落了沃坦人的飛船，卻不知道這些飛船裏裝載有造地機器。這種技術先進的超級機器不僅徹底改變了地球表面的形態，還讓地球的溫度急劇升高，地面開裂，人類的建築全都化爲灰燼和殘骸。戰爭持續了九年，交戰的雙方都無法消滅對方，隻好坐下來談判。他們很快意識到地球已經變成了一顆與當初完全不同的行星，隻有擱置爭議、共同開發才能讓雙方都生存下去。Joshua Nolan是新興都市的執法官，戰爭讓他失去了妻子和孩子，導致他性格孤僻。收養了人類與外星種族伊拉西恩特人（Irathients）混血Irisa Nyira將她培養成自己的得力助手。市長Amanda Rosewater是個典型的理想主義者，希望用政治手段來維持社會的和平與穩定。 然而，一部分勢力試圖在這裏建立新的社會秩序。

## 演员和角色

### 主要演員
- 格蘭特·鮑勒 饰 Joshua Nolan
- 朱莉·本茨 饰 Amanda Rosewater
- 斯蒂芬妮·列尼達斯 饰 Irisa Nyira
- 托尼·庫蘭 饰 Datak Tarr
- 潔咪·莫瑞 饰 Stahma Tarr
- 格雷厄姆·格林 飾 Rafe McCawley
- 米雅·柯許納 飾 Kenya Rosewater（第1季；第2季客串）
- 傑西·銳斯（英语：Jesse Rath） 飾 Alak Tarr（第2–3季；第1季常設）
- 詹姆士·莫瑞 飾 Niles Pottinger（第2季；第3季特別客串）
- 安娜·霍普金斯（英语：Anna Hopkins） 飾 Jessica "Berlin" Rainier（第3季；第2季常設）
- Nichole Galicia 飾 Kindzi（第3季）

### 常設演員
- 特里納·基廷 飾 Doc Yewll
- Dewshane Williams 飾 Tommy LaSalle
- Justin Rain 飾 Quentin McCawley
- 妮可·姆諾茲（英语：Nicole Muñoz） 飾 Christie McCawley Tarr
- 菲奧娜拉·弗拉納根 飾 Nicolette "Nicky" Riordon（第1季）
- 布蘭特妮·阿倫（英语：Brittany Allen） 飾 Tirra（第1季）
- 葛爾·哈羅德 飾 Connor Lang（第1–2季）
- 諾亞·丹比（英语：Noah Danby） 飾 Sukar（第2季）
- 威廉·阿瑟頓 飾 Viceroy Mercado（第2季）
- Amy Forsyth 飾 Andina（第2–3季）
- 蓮達·咸美頓 飾 Pilar McCawley（第2–3季）
- 瑞安·甘迺迪 飾 Josef（第2季）
- Kristina Pesic 飾 Deirdre Lamb（第2季）
- Douglas Nyback 飾 Sgt. Frei Poole（第2–3季）
- 羅賓·鄧尼（英语：Robin Dunne） 飾 Cai（第2季）/ Reimlu（第2季客串）/ Miko（第1季客串）
- 亞美莉卡·奧莉薇（英语：America Olivo） 飾 Alethea（第2季）
- 李·特格森 飾 General Rahm Tak（第3季）
- 康瑞德·寇茲（英语：Conrad Coates） 飾 T'evgin（第3季）
- Billy MacLellan 飾 Lieutenant Bebe（第3季）
- 東尼·拿坡（英语：Tony Nappo） 飾 Indur（第3季）
- 藍寶·桑·法蘭克斯（英语：Rainbow Sun Francks） 飾 Uno（第3季）
- 蒂摩爾·巴尼斯（英语：Demore Barnes） 飾 Dos（第3季）

## 集數
| 季數 | 集数 | 集数 | 首播日期      | 首播日期      |
| 季數 | 集数 | 集数 | 首映          | 季终          |
| ---- | ---- | ---- | ------------- | ------------- |
| 1    | 12   | 12   | 2013年4月15日 | 2013年7月8日  |
| 2    | 13   | 13   | 2014年6月19日 | 2014年8月28日 |
| 3    | 13   | 13   | 2015年6月12日 | 2015年8月28日 |

## 製作

### 開發
2011年6月，Syfy宣布他們將會製作一部電視劇，該劇由羅克尼·S·歐班農開發，由環球有線製作公司製作。它還宣布該電視劇將與Trion Worlds製作的電子遊戲互相聯繫。後來證實，Syfy已經為該劇的第一季訂了13集，在2012年底或2013年夏天首播。2012年7月，宣布該電視劇和遊戲將於2013年4月首次亮相。
選角公告於2012年1月開始，格蘭特·鮑勒是第一個被揀選的人。鮑勒扮演Joshua Nolan，「是一名在繁華的邊境城市裡的執法者，而該城市是新世界裡為數不多的文明和包容的綠洲之一。」2月8日，TVWise披露了五個主要角色的簡介。後來有報道說，該劇的製片人曾短暫考慮吉蓮·安德森扮演Amanda或Stahma。然而，由於他們認為她對重返電視劇不感興趣，因此該選角沒有取得進展。2012年3月8日，宣布朱莉·本茨、斯蒂芬妮·列尼達斯、托尼·庫蘭和潔咪·莫瑞被揀選加入該劇。朱莉·本茨扮演Amanda Rosewater，抗爭之城的市長；斯蒂芬妮·列尼達斯扮演Irisa，「一名美麗的戰士，她屬於一個叫做伊拉西恩特族的外星種族」；托尼·庫蘭扮演Datak Tarr，「Amanda的助手」；潔咪·莫瑞扮演Stahma Tarr，「Datak美麗而規矩的妻子」。
第一季的製作於2012年4月在多倫多開始。
語言學家大衛·J·彼得森為第一季中的不同外星種族「卡斯蒂珊族」和「伊拉西恩特族」開發了兩種完整的語言。為另外兩個種族「印多基恩族」和「黎伯拉塔族」准備了基本的粗樣語言。在該電視劇結束時，大衛·J·彼得森已經開發了三種完整的語言（另外一種是歐美克語，Kinuk'aaz），此外還為Kastíthanu、L'Irathi、Indojisnen和Kinuk'aaz開發了四種不同的書寫體。
2013年5月10日，Syfy續訂《地球異世界》的第二季，共13集，於2014年6月開始播出，製作時間為2013年8月至12月。

### 外星種族
沃坦種族（Votan）：
- 卡斯蒂珊族（Castithans）
- 伊拉西恩特族（Irathients）
- 印多基恩族（Indogenes）
- 森索斯族（Sensoth）
- 黎伯拉塔族（Liberata）
- 古蘭尼族（Gulanee）
- 沃格族（Volge）
- 歐美克族（Omec）

其他的非人類種族：
- 地獄蟲（Hellbugs）
- 生化改造人（Biomen）